# Salem (Oregon)
Salem je hlavní město amerického státu Oregon. Město leží na řece Willamette.
V Salemu žije podle sčítání z roku 2010 více než 154 637 lidí, což z něj po Portlandu a Eugene dělá třetí nejlidnatější město státu.
Název "Salem" je odvozen z hebrejského a arabského slova, které znamenají v překladu "mír". Salem byl přezdívaný Třešňové město (Cherry City), protože průmysl založený na pěstování třešní hrál důležitou roli.
Město bylo založeno v roce 1842 a hlavním městem Oregonu se stalo v roce 1853. Leží v blízkosti údolí Willamette Valley, jedné z nejúrodnějších oblastí Spojených států.

## Demografie
Podle sčítání lidu z roku 2010 zde žilo 154 637 obyvatel.

### Rasové složení
- 79,0 % Bílí Američané
- 1,5 % Afroameričané
- 1,5 % Američtí indiáni
- 2,7 % Asijští Američané
- 0,9 % Pacifičtí ostrované
- 10,1 % jiná rasa
- 4,3 % dvě nebo více ras

Obyvatelé hispánského nebo latinskoamerického původu, bez ohledu na rasu, tvořili 20,3% populace.

## Partnerská města
- Kawagoe, Japonsko
- Kimhe, Jižní Korea
- Salem, Indie

## Slavní rodáci
- Debbie Armstrong (* 1963), bývalá americká alpská lyžařka, olympijská vítězka z obřího slalomu na ZOH 1984[2]